# Magyar Televízió Fiatal Művészek Stúdiója
A Magyar Televízió Fiatal Művészek Stúdiója (vagy rövid nevén Fiatal Művészek Stúdiója, rövidítve MTV–FMS illetve FMS) egy 1975 és 2001 között működő stúdió a Magyar Televízión belül, amely  – kezdetben a fiatal diplomás – televíziósoknak kínált alkotási lehetőséget.
A stúdió célja a szokásostól eltérő alkotói módszerek kipróbálása és az új, szokatlan televíziós kísérletek megvalósítása volt. A vezetői kezdetben Fehér György, Radó Gyula rendezők és Gerő Péter gyártásvezető voltak, 1986-tól a megszűnéséig pedig Árvai Jolán.

## Története
A stúdió első öt évében még Fiatal Művészek Kísérleti Stúdiója néven működött. A mintát a Balázs Béla Stúdió, a magyar filmművészek kísérleti műhelye szolgáltatta.
Nem különálló alkotóműhelye volt a Magyar Televíziónak, ezért máshonnan elvett erőforrásokkal kellett beérnie. Általában más stúdiókkal együttműködve dolgoztak.
Az itt készült művek nem voltak a televízióban adáskötelesek. Amennyiben mégis bemutatásra kerültek, általában a Veszprémi Tévétalálkozókon vetítették le őket, illetve a kisebb nézettségű 2-es csatornán mutatták be az alkotásokat késő este (a televízió műsorosztályainak adásidejéből lecsípett időkeretben). Ritkább esetben kerültek csak moziforgalmazásba (legalábbis az 1980-as évekig).
Többek között Gothár Péter, Tarr Béla, Szász János és Kamondi Zoltán nagyjátékfilmjei készültek a stúdióban és olyan nemzetközi fesztiváldíjas mozifilmek, mint a Panelkapcsolat (1982), Woyzeck (1994), Haggyállógva Vászka (1996) vagy a Szenvedély(1998).
Az utolsó években az FMS mint független produceri iroda működött.
(A stúdióval 1976–1989 között párhuzamosan működött  a MTV KISZ Kísérleti Stúdiója azon televíziósok számára – például vágók, vágóasszisztensek, segédoperatőrök –, akik nem rendelkeztek rendezői diplomával. Vezetője megalakulástól a megszűnésig B. Révész László volt.)

## Fiatal Művészek Stúdiója támogatásával készült produkciók (válogatás)

### Tévé- és játékfilmek / Kísérleti filmek
| Év   | Film címe                      | Rendező                                   | Megjegyzés |
| ---- | ------------------------------ | ----------------------------------------- | --- |
| 1975 | A császár üzenete              | Najmányi László                           | |
| 1979 | Air                            | B. Marton Frigyes és Jászi Dezső          | 13 perces táncfilm, mely a Nemzetközi Táncfilm Fesztivál fődíját nyerte el |
| 1979 | Oroszlánszáj                   | Kern András                               | Marguerite Duras írásából készült adaptáció; a forgatókönyvet is Kern András írta |
| 1980 | Két jegygyűrű                  | Felvidéki Judit                           | Pap Károly írásaiból a forgatókönyvet írta: Felvidéki Judit |
| 1980 | Rendőrség                      | Gothár Péter                              | Sławomir Mrożek-adaptáció |
| 1980 | Macska az esőben               | Sólyom András                             | Örkény István–adaptáció Sólyom András forgatókönyvéből. 18 perces kisfilm |
| 1981 | Jónás                          | Várkonyi Gábor                            | |
| 1981 | Az égnek madarai mozdulatlanok | Deák Krisztina                            | Déry Tibor A járda szélén című novellájának adaptációja |
| 1981 | Csillagűzött szerető           | Bartha Attila                             | William W. Stuart-adaptáció (sci-fi) |
| 1981 | Leveleket írató bogár          | Varga Rudolf                              | |
| 1981 | A csodálatos énekes            | Xantus János                              | Írta: Xantus János Grimm meséje nyomán Weöres Sándor verseinek felhasználásával. A MAFILM közreműködésével |
| 1982 | Fohász                         |                                           | |
| 1982 | Panelkapcsolat                 | Tarr Béla                                 | A Társulás Filmstúdió, Balázs Béla Stúdió és az MTV–FMS közös produkciója. Mozipremier: 1982. december 9. Oklevél az 1982-es Locarnoi Nemzetközi Filmfesztiválon                                                                          |
| 1983 | Fegyver                        |                                           | |
| 1983 | Főnix                          |                                           | |
| 1983 | Könyörgés                      | Székely Orsolya                           | Kísérleti film a nomád-honfoglalás-kori puritán öltözködési és tárgykultúrájáról |
| 1984 | Halál                          | Gém György                                | Woody Allen írása alapján |
| 1984 | Az idő semmit játszik          | Kisfaludy András                          | Kísérleti film József Attiláról; a rövid játékfilmben élőszereplős és animációs részek is vannak. |
| 1984 | Örökkön-örökké                 | Molnár György                             | [ 14 ] [ 15 ] |
| 1985 | A játék                        | Seregi Zoltán                             | Sigmond István novellája nyomán készült, 25 perces rövidfilm |
| 1985 | Játékos                        |                                           | |
| 1985 | Útszéli Isten                  | Fodor Ágnes                               | Pilinszky János emlékműsor. Kísérleti film |
| 1985 | Vigyázat! Mélyföld!            | Molnár György                             | Kortárs írók műveiből készült irodalmi összeállítás volt. Többek között Bereményi Géza, Cseh Tamás, Sándor György, Vámos Miklós, Spiró György, Kornis Mihály, Esterházy Péter írásaiból válogattak                                        |
| 1986 | Szemet szemért                 | Damenija Csaba és Szinetár Gábor          | |
| 1986 | Kaland az élet                 | Szinetár Gábor                            | Tévéfilm, amely olyan fiatalokról szól, akik a maguk módján – többnyire tisztességtelen üzletek révén – próbálnak érvényesülni a társadalomban. Forgatókönyv: Réz András és Zimre Péter. Zene: Dés László                                 |
| 1987 | Kiki és a hímek                | Kamodi Zoltán                             | Kisjátékfilm |
| 1987 | A Léderer–ügy                  | Szász János                               | Kisjátékfilm |
| 1987 | Tudatalatti megálló            | Kamondi Zoltán                            | Kamondi Zoltán diplomafilmje |
| 1988 | Vörös vurstli                  | Molnár György                             | Csáth Géza műve alapján készült film, amely a Nemzeti Mozgókép Alapítvány és a Novofilm közreműködésével született meg; csak 1991-ben mutatták be.                                                                                        |
| 1989 | Kelet-európai élő állatok      | Wahorn András                             | 5 perces rövidfilm |
| 1989 | Panoptikum                     | El Eini Sonia                             | Per Olov Enquist drámájából a forgatókönyvet írta: El Eini Sonia |
| 1989 | Szibériai nyár                 | Dér András                                | 16 perces kisjátékfilm. A különös hangulatú produkcióban egy mai Hamupipőke-történet elevenedik meg, ahol a hősnő szomorú munkájának nyomasztó színtere egy csirkefeldolgozó üzem. Készült a MOVI Fórum Filmstúdióval való koprodukcióban |
| 1989 | A kék kristály könnycsepp      | Breznyik Péter                            | 35 perces kisjátékfilm az MTV–FMS és a Peter Berg Ensemble (New York) koprodukciója. Zeneszerző: Breznyik Péter |
| 1990 | Céllövölde                     | Sopsits Árpád                             | Az FMS, a Hunnia Filmstúdió és a Balázs Béla Stúdió koprodukciója |
| 1990 | Potyautasok                    | Sőth Sándor                               | Journal Film–MTV FMS–Hunnia Filmstúdió koprodukciója |
| 1990 | Itt a földön is                | Sülyi Péter                               | Thornton Wilder Hiawatha hálókocsi című műve alapján készült tévéfilm |
| 1990 | Holdárnyék                     | Márton Elizabeth                          | Ivan Turgenyev novellája alapján a forgatókönyvet írta: Márton Elizabeth. |
| 1990 | Apa és három fiú               | Forgács Péter                             | Az FMS és a Balázs Béla Stúdió közös produkciója. A Hágában megrendezett IX. World Wilde Video–fesztiválon fődíjat nyert. |
| 1990 | Hubert "K"                     | Arvo Blechstein                           | 10 perces kisjátékfilm. Az FMS és a Trans-Film GMBH koprodukciója |
| 1990 | Kenguru                        | Müller Péter Iván                         | No Fixed Address ausztrál bennszülött zenekar videoklippje |
| 1991 | Új dalok                       | Bereményi Géza                            | Cseh Tamás dalaiból készült műsor |
| 1992 | Jön a medve!                   | Galla Miklós, Laár András és Tolmár Tamás | L’art pour l’art Társulat filmje |
| 1992 | Ördög vigye                    | Pajer Róbert                              | Dialóg Filmstúdió Vállalatával együttműködésben |
| 1992 | Intermezzo                     | Dettre Gábor                              | [ 29 ] |
| 1992 | Júlia szenvedélye              | Bokor Attila                              | Félórás tévéfilm, amely August Strinberg Júlia kisasszony című darabja alapján készült. Zene: Kocsák Tibor |
| 1992 | Napról napra                   | Grunwalsky Ferenc                         | 40 perces film, Kálnoky László Hőstettek az ülőkádban, Ha arra gondololok és Egy mítosz születése című írásaiból. Szereplők: Gáspár Sándor, Csomós Mari                                                                                   |
| 1993 | Az Árnyékszázad                | Dér András                                | Asszociatív, ismétlődő motívumokra és biblikus utalásokra épülő film a Fekete Lyuk nevű alternatív szórakozóhely néhány törzsvendégének életéről. FMS–Hunnia Filmstúdió–Balázs Béla Stúdió koprodukció                                    |
| 1994 | Woyzeck                        | Szász János                               | Legjobb fiatal európai filmes (Európai Filmakadémia, 1994) |
| 1994 | Utrius                         | Grunwalsky Ferenc                         | |
| 1995 | Arany nyugágy                  | Kamondi Zoltán                            | |
| 1996 | Haggyállógva Vászka            | Gothár Péter                              | Legjobb rendezés (Karlovy Vary-i Nemzetközi Filmfesztivál, 1996) |
| 1997 | Hosszú alkony                  | Janish Attila                             | Shirley Jackson "Autóbusz" című novelláján alapult, a Budapesti Filmstúdió és az Eurofilm Kft.-vel készült film |
| 1997 | Tamás és Juli                  | Enyedi ildikó                             | |
| 1997 | Apa győz                       | Sára Judit                                | 40 perces fekete-fehér film Kornis Mihály Apa győz című novellája alapján. Forgatókönyv: Sára Judit. Főszereplő: Kern András. Zene: Dés László. TMA Film – FMS produkció az MMKA támogatásával.                                           |
| 1998 | Derengő                        | Sopsits Árpád                             | |
| 1998 | Szenvedély                     | Fehér György                              | |

### Dokumentumfilmek
| Év   | Film címe                            | Rendező                      | Megjegyzés |
| ---- | ------------------------------------ | ---------------------------- | --- |
| 1980 | Áttűnések – Markó Iván               | Székely Orsolya              | |
| 1980 | „Én soha nem akartam színész lenni…” | Radó Gyula                   | Portréfilm Szirtes Ádámról |
| 1981 | „Akik kimaradtak a szereposztásból”  | Radó Gyula                   | Dokumentumfilm munkás-paraszt származású színészekről, akik idővel eltűntek a mozivászonról |
| 1981 | Börtönben az uram…                   | Moldova Ágnes                | |
| 1981 | „Aztán mindig csak vádoltam…”        | Erdőss Pál                   | A dokumentumfllm egy idősebb asszony öngyilkosságának okait tárja fel. |
| 1981 | Modellfilm                           | Várkonyi Gábor és Gém György | Egy fotómodell-válogatás hátterét mutatja be. |
| 1982 | Szamuráj                             | Árvai Jolán                  | Fülöp Viktor visszatérését mutatja be a Győri Balett színpadára |
| 1983 | Hagyaték                             | Fodor Ágnes                  | dokumentum kisfilm |
| 1986 | Alpári történet                      | El Eini Sonia                | dokumentumfilm |
| 1987 | Vázlatkönyv                          |                              | A Magyar Televízió az FMS és Képzőművészeti Osztályának 3 részes dokumentumfilmje Révay Kálmán Sopronkőhida 1944-45 című vázlatkönyve alapján.                                                                         |
| 1987 | A modell – Inna Csurikova            | Székely Orsolya              | Portréfilm. |
| 1988 | Mozgóképek Bartókról                 | Sülyi Péter                  | A 25 perces rövidfilm egy – Bartók halála előtt két évvel készült – amatőr némafilm hanganyagának Tusa Erzsébet zongoraművész és Lendvai Ernő zenetudós közreműködésével történő rekonstrukcióját követi nyomon.       |
| 1988 | Rockfogyatkozás                      | Árvai Jolán és Sántha László | Dokumentum-riportmontázs az 1957 és 1973 közötti időszak magyar rockéletéről. |
| 1988 | Lordok háza                          | Vadas Mihály                 | Dokumentumfilm Fővárosi Tanács átmeneti munkásszállásán lakó, menedéket kereső, az élet perfifériárjára szorult férfiakról                                                                                             |
| 1988 | Magán–ügyek                          |                              | Riportfilm. Készítették: Fazekas Bence, Fellegi Mária, Palik László, Tóth András, Zentai János |
| 1988 | „Én az én népemhez takaríttatom”     | Gellért Kis Gábor            | Szatmár–bereg vidéki szokásokat bemutató dokumentumfilm |
| 1988 | „Köszönöm Uram, hogy hívtál…”        | Lehoczki László              | Wagner Viktória szerzetesről készült dokumentumfilm |
| 1990 | Egyensúlyok                          | Tóth Péter Pál               | Az FMS és a Balázs Béla Stúdió közös produkciója. Közreműködik: dr. Rónaszéki Ágoston gyermekorvos |
| 1990 | Egy álomban                          | Jókai Lóránt                 | 30 perces filmportré Kovács Ildikó Brigittáról és a budapesti József utcai baptista közösség tagjairól |
| 1991 | 1989 – A híradó hatalma              | Hámos Gusztáv                | ZDF támogatásával valósult meg. |
| 1991 | Nachtmusik                           | Antók Csaba                  | Budapesti éjszakai életet bemutató dokumentumfilm artistákról, énekesekról és táncosokról.Forgatókönyvíró–riporter: Bóta Gábor                                                                                         |
| 1991 | Illúzió piros esernyővel             | Kőniger Miklós               | A berlini Arge Main Film és az MTV–FMS produkciója. Portréfilm Cornel Hedlről, egy Berlinben élő magyar származású előadóról, aki Madame Kio néven lépett fel drag queen-ként berlini kabarékban. Írta: Kőniger Miklós |
| 1991 | Védtelenek                           | Zolnay Pál                   | [ 49 ] |
| 1991 | Nomen est omen – A név kötelez I-II. | Székely Orsolya              | Kétrészes dokumentumfilm a Széchenyi család életéről. Ének: Sebestyén Márta. Az MTV–FMS és az Európa híd Alapítvány koprodukciója.                                                                                     |
| 1992 | Mrozek: Levélkék                     | Röhring Géza                 | 7 különböző videóklipp hét "levélkére". Sławomir Mrożek írásaiból a forgatókönyvet írta: Röhring Géza |
| 1993 | Ahol mély a víz / Lujza              | Vészi János                  | Az 1993-as Prix Europa filmfesztiválon non-fiction kategóriában különdíjat nyert |
| 1995 | Nagyi (Golda és Róza)                | Hámos Gusztáv                | Dokumentum–játékfilm. Írta és fényképezte: Hámos Gusztáv |
| 1998 | Az örvény                            | Forgács Péter                | |
|      | Csiz…                                |                              | |
|      | Másodszor születtek                  |                              | |
|      | Az én ellenségem                     |                              | Hatrészes sorozat, amely a hétköznapi ellenségkeresés magyarországi variációja MTV-FMS, a Magyar Dokumentum Műhely és a RAI-Rossellini koprodukciója                                                                   |

### Színházfilmek
| Év   | Film címe                  | Rendező           | Megjegyzés |
| ---- | -------------------------- | ----------------- | --- |
| 1981 | Bolyai János estéje        | Radó Gyula        | Kocsis István monodrámája Rajhona Ádám előadásában |
| 1981 | Woyzeck                    | Gothár Péter      | A STUDIO K együttes színházi előadása Georg Büchner darabjából, amely a nézőközönség közt zajlott. Zene: Szőke Szabolcs; Rendező: Fodor Tamás és Szirtes András. (A darab 1978-ban is rögzítésre került ugyanezekkel a művészekkel a KISZ Kísérleti Filmstudiójával. Annak a rendezője Szirtes András volt.) |
| 1983 | Izzó planéták              | Jászi Dezső       | Balettelőadás a Győri Balettegyüttessel. Koreográfus: Markó Iván |
| 1992 | Vilik                      | Gém György        | Zeneszerző: Faragó Béla. Koreográfus: Bozsik Yvette A Szegedi Balett egyfelvonásos előadása, amely a Giselle című balett sajátos, modern feldolgozása tizenhat táncossal. A darabban a főbb szerepeket Bodor Johanna és Pataki András táncolta.                                                              |
| 1991 | A végzetes szerelem játéka | Grunwalsky Ferenc | Karel Čapek színdarabjának Blue Box-beli előadásából készített videó-változat. Az előadást Árkosi Árpád rendezte |
| 1992 | Brémai szabadság           | Dér András        | Rainer Werner Fassbinder Fehér méreg című Budapesti Kamaraszínházban felvett darab alapján készült tévéjáték. |
| 1992 | Siratófalak                | Szabó Gábor       | 25 perces táncfilm, a jeruzsálemi Rubin Academy táncosaival. Zene: Goran Bregovic, Koreográfus: Markó Iván |